# گونیواتس

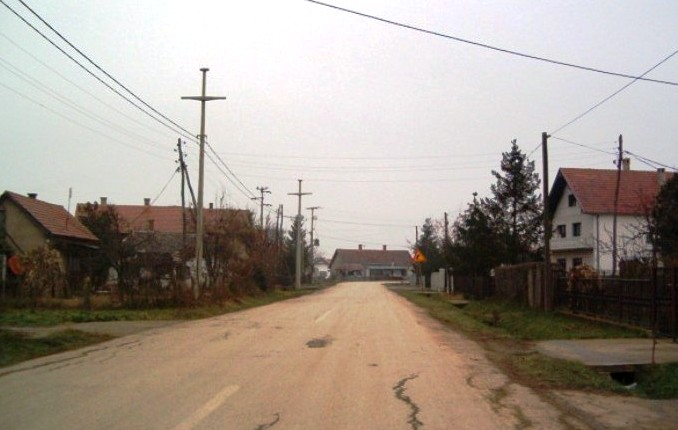
منطقه مسکونی در صربستان

گونیواتس (صربی: Gunjevac) یک منطقهٔ مسکونی در صربستان است که در Ub Municipality واقع شده‌است. گونیواتس ۵٫۲۷ کیلومتر مربع مساحت و ۵۱۴ نفر جمعیت دارد و ۱۷۷ متر بالاتر از سطح دریا واقع شده‌است.